# Lucas Malcotti
Lucas Malcotti (ur. 9 stycznia 1995) – szwajcarski szpadzista, dwukrotny medalista mistrzostw świata.
Podczas mistrzostw świata w Wuxi w 2018 roku Szwajcarzy w składzie: Max Heinzer, Michele Niggeler, Benjamin Steffen i Benjamin Steffen zdobyli złoty medal w zawodach drużynowych. Na rozgrywanych rok później mistrzostwach świata w Budapeszcie w tej samej konkurencji wywalczył brązowy medal.
Wystartował na igrzyskach olimpijskich w Tokio w 2020 roku, gdzie drużynowo był ósmy.